# Phú Xuân (An Giang)
Phú Xuân is een xã in het district Phú Tân, een van de districten in de Vietnamese provincie An Giang in de Mekong-delta.

## Galerij

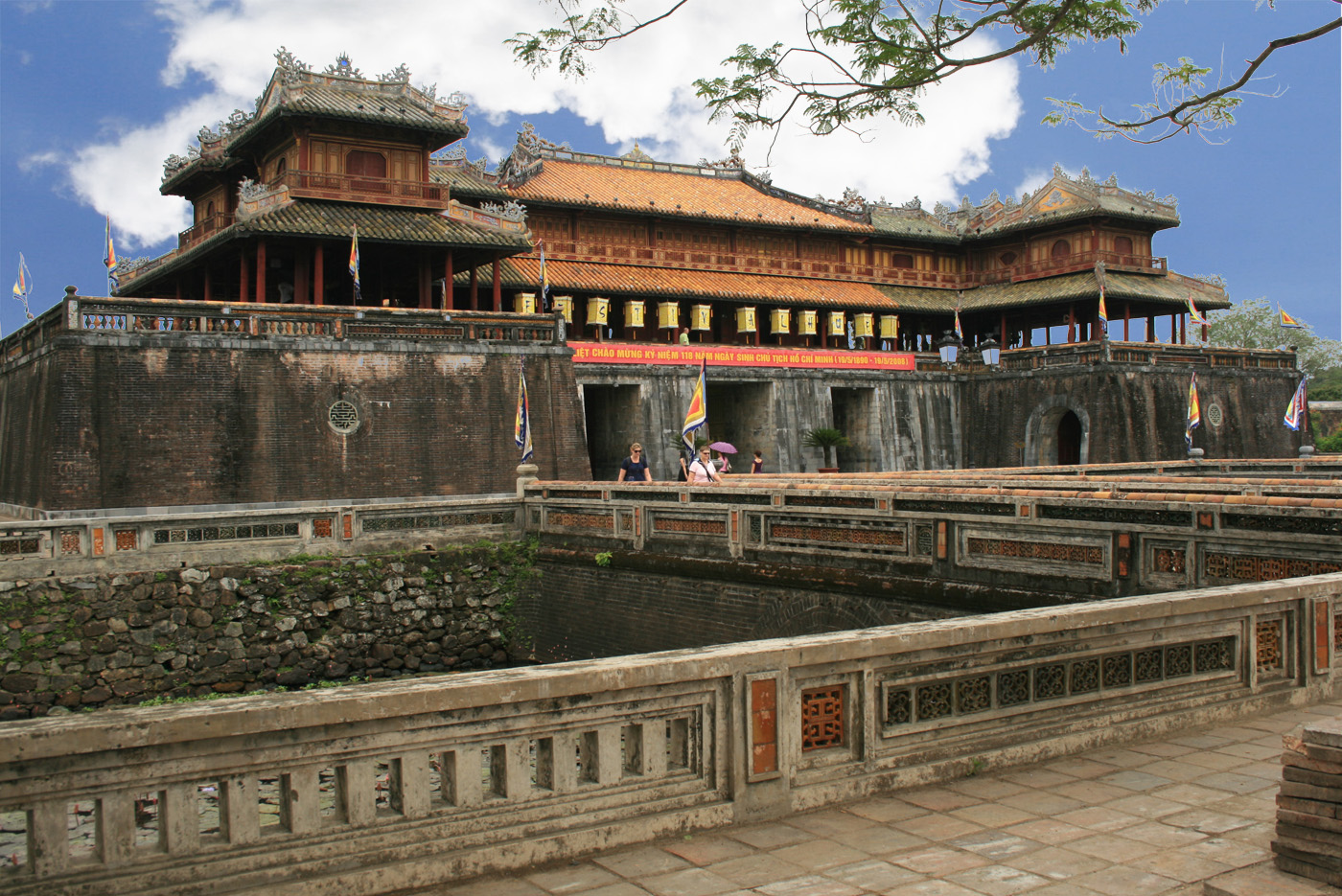
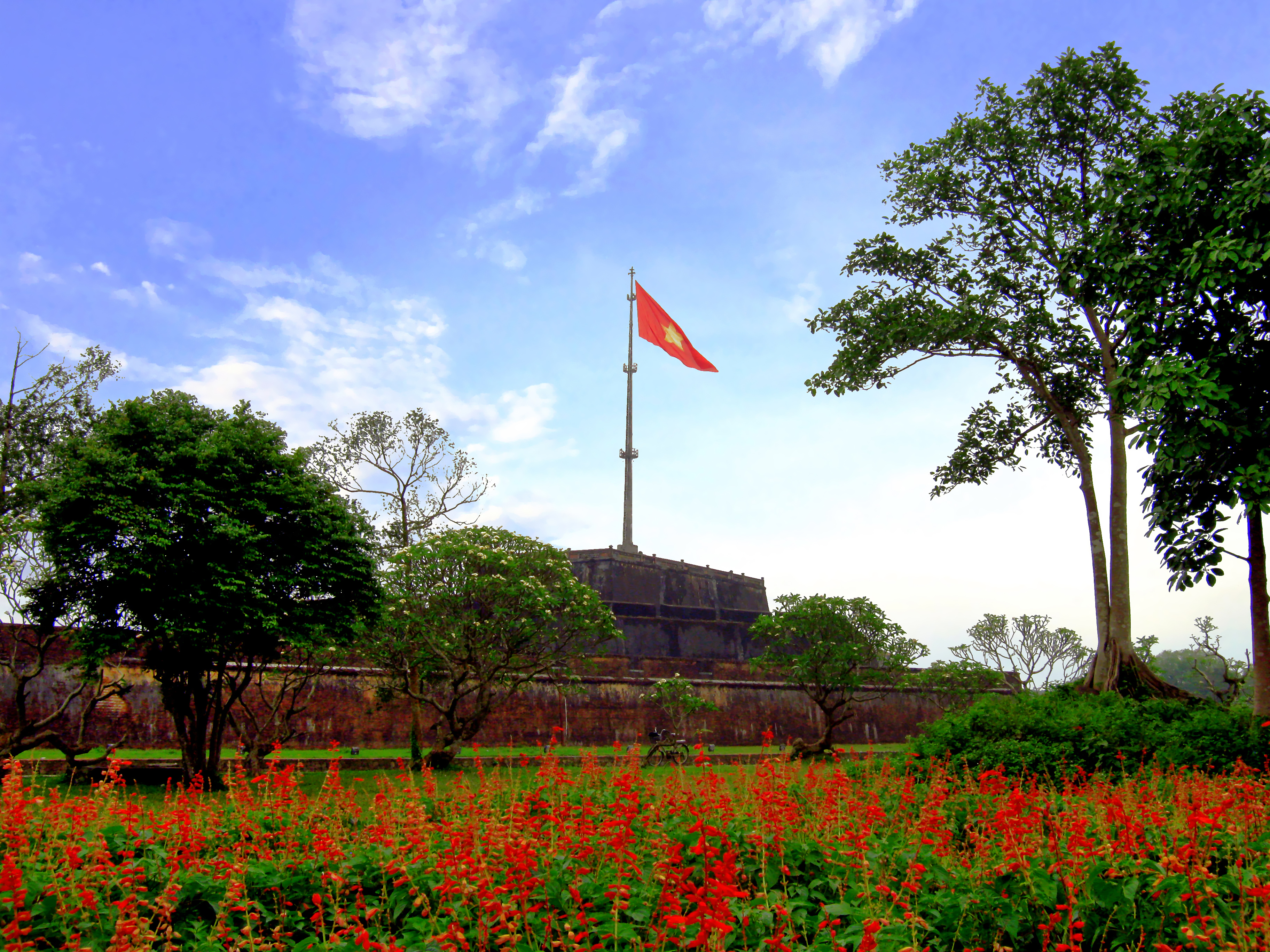
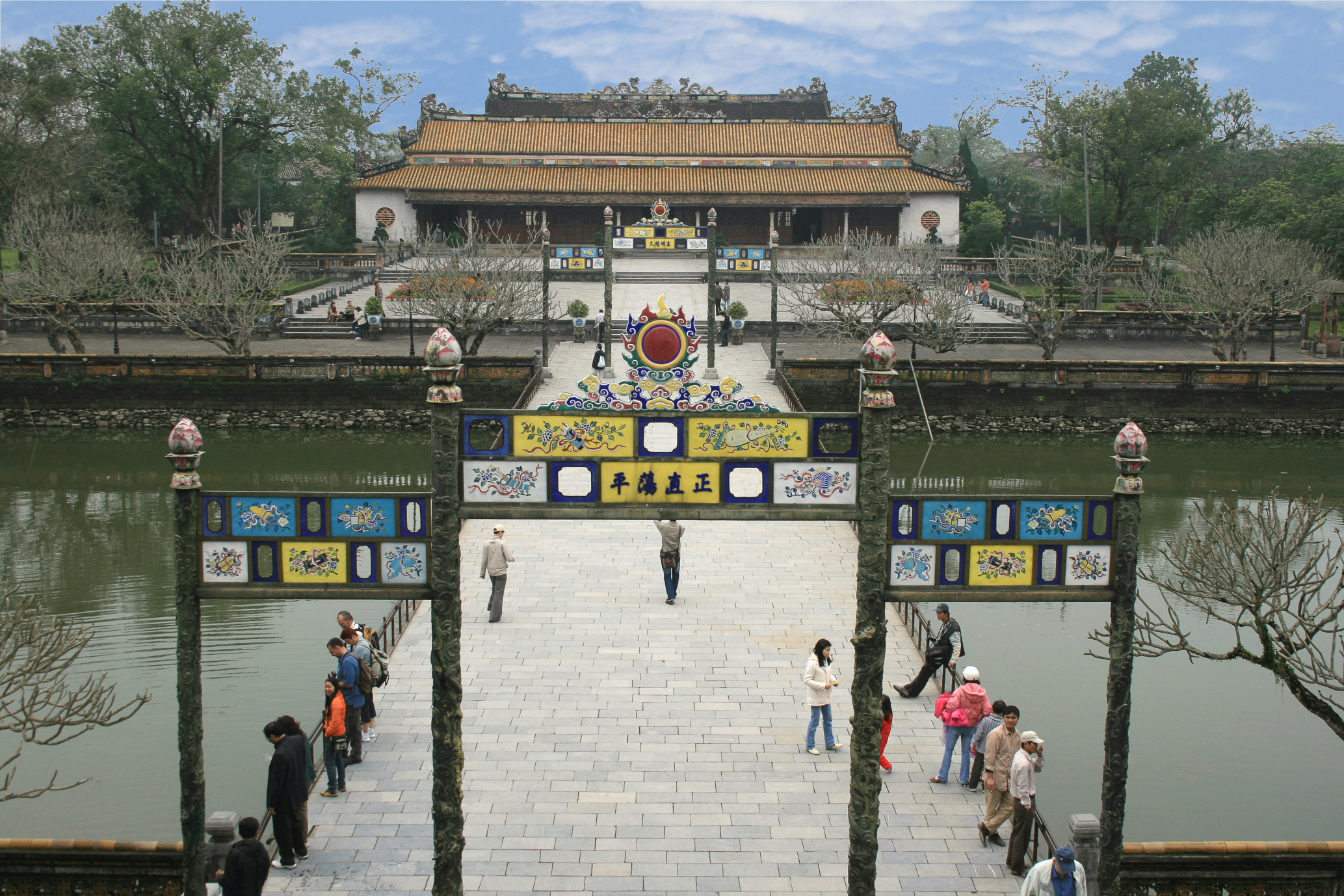